# Brunswick County (Virginia)
Brunswick County ist ein County im Bundesstaat Virginia der Vereinigten Staaten. Bei der Volkszählung im Jahr 2020 hatte das County 15.849 Einwohner und eine Bevölkerungsdichte von 10,8 Einwohnern pro Quadratkilometer. Der Verwaltungssitz (County Seat) ist Lawrenceville. Außerdem beansprucht das County, der Entstehungsort für das originale Brunswick Stew zu sein.

## Geographie
Brunswick County liegt im Südosten von Virginia, grenzt im Süden an North Carolina und hat eine Fläche von 1475 Quadratkilometern, wovon acht Quadratkilometer Wasserfläche sind. Es grenzt im Uhrzeigersinn an folgende Countys: Dinwiddie County, Greensville County, Mecklenburg County, Lunenburg County und Nottoway County.

## Geschichte
Gebildet wurde es 1720 aus dem Prince George County, 1732 wurde es um Teile des Isle of Wight County und des Surry County erweitert. Benannt wurde es nach dem Herzogtum Braunschweig-Lüneburg in Deutschland, da auch einer der Titel der britischen Könige aus dem Haus Hannover Duke of Brunswick-Luneburg war.

## Demografische Daten
Nach der Volkszählung im Jahr 2000 lebten im Brunswick County 18.419 Menschen. Davon wohnten 2.901 Personen in Sammelunterkünften, die anderen Einwohner lebten in 6.277 Haushalten und 4.312 Familien. Die Bevölkerungsdichte betrug 13 Einwohner pro Quadratkilometer. Ethnisch betrachtet setzte sich die Bevölkerung zusammen aus 41,99 Prozent Weißen, 56,85 Prozent Afroamerikanern, 0,09 Prozent amerikanischen Ureinwohnern, 0,22 Prozent Asiaten, 0,01 Prozent Bewohnern aus dem pazifischen Inselraum und 0,34 Prozent aus anderen ethnischen Gruppen; 0,51 Prozent stammten von zwei oder mehr ethnischen Gruppen ab. 1,25 Prozent der Bevölkerung waren spanischer oder lateinamerikanischer Abstammung.

Alterspyramide des Brunswick County

Von den 6.277 Haushalten hatten 27,4 Prozent Kinder und Jugendliche unter 18 Jahre, die bei ihnen lebten. 46,9 Prozent waren verheiratete, zusammenlebende Paare, 16,6 Prozent waren allein erziehende Mütter, 31,3 Prozent waren keine Familien, 27,6 Prozent waren Singlehaushalte und in 13,3 Prozent lebten Menschen im Alter von 65 Jahren oder darüber. Die Durchschnittshaushaltsgröße betrug 2,47 und die durchschnittliche Familiengröße lag bei 3,00 Personen.
Auf das gesamte County bezogen setzte sich die Bevölkerung zusammen aus 20,5 Prozent Einwohnern unter 18 Jahren, 9,9 Prozent zwischen 18 und 24 Jahren, 30,7 Prozent zwischen 25 und 44 Jahren, 24,4 Prozent zwischen 45 und 64 Jahren und 14,5 Prozent waren 65 Jahre alt oder darüber. Das Durchschnittsalter betrug 38 Jahre. Auf 100 weibliche Personen kamen 113,1 männliche Personen. Auf 100 Frauen im Alter von 18 Jahren oder darüber kamen statistisch 115,4 Männer.

Das jährliche Durchschnittseinkommen eines Haushalts betrug 31.288 USD, das Durchschnittseinkommen der Familien betrug 38.354 USD. Männer hatten ein Durchschnittseinkommen von 26.924 USD, Frauen 20.550 USD. Das Pro-Kopf-Einkommen betrug 14.890 USD. 13,2 Prozent der Familien und 16,5 Prozent der Bevölkerung lebten unterhalb der Armutsgrenze. Davon waren 20,1 Prozent Kinder oder Jugendliche unter 18 Jahre und 19,5 Prozent waren Menschen über 65 Jahre.